# Crevada (frazione)
Crevada è un centro abitato diviso tra i comuni di Susegana (che la riconosce come "località") e San Pietro di Feletto, in provincia di Treviso.

## Geografia fisica

### Territorio

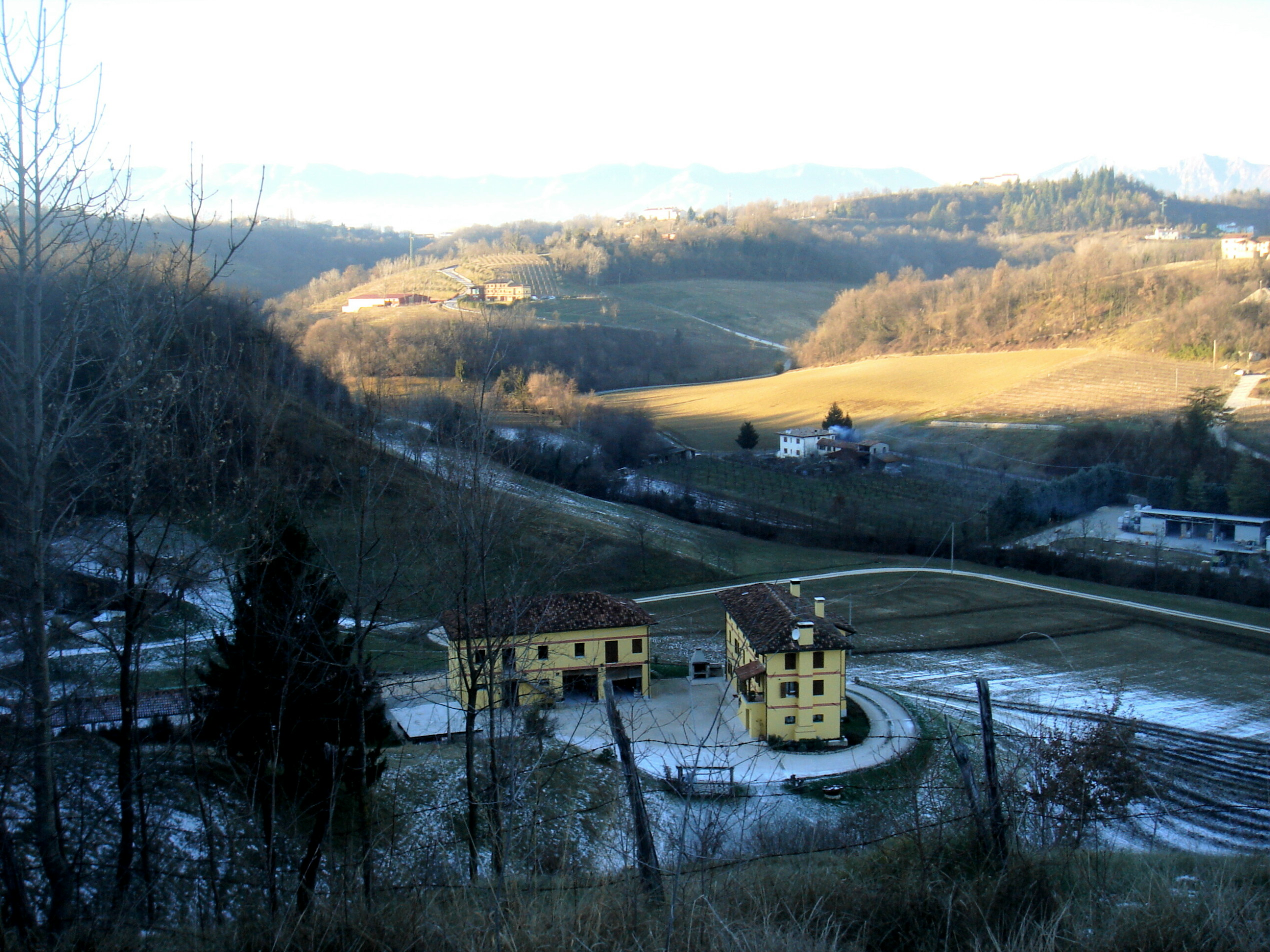
Veduta verso nord dai colli suseganesi di Crevada. In primo piano la casa rurale Barzè, coi colori dell'antica famiglia Collalto

La località si articola in realtà due nuclei separati dall'omonimo torrente.
Il primo, sulla riva destra, si trova nella zona settentrionale del comune di Susegana. Ha dimensioni ridotte e si sviluppa isolato ai piedi delle colline che la separano dal Quartier del Piave.
L'altro sorge su un pianoro più a valle, all'estremità meridionale del comune di San Pietro di Feletto. Ha dimensioni di gran lunga maggiori, a livello sia demografico, sia urbanistico con la presenza di una zona industriale. È contiguo a Parè di Conegliano.
Nonostante siano divisi dal punto di vista amministrativo, i due abitati fanno riferimento alla medesima parrocchia, con sede nella chiesa di San Giuseppe in comune di Susegana.
Crevada ha rappresentato in passato una zona di zone boschive a vocazione agricola. A partire dagli anni ottanta si è assistito ad un notevole sviluppo edilizio, ma la località mantiene ancora, a tratti, l'originaria natura rurale.

## Monumenti e luoghi d'interesse

### Chiesa di San Giuseppe
La chiesa di Crevada è il centro della comunità parrocchiale della località e si trova nella parte suseganese.
Edificio di modeste dimensioni, a una navata, e di epoca novecentesca, esso si trova in posizione rialzata, addossato alla Strada Provinciale 38, lungo la quale è segnalato da un crocefisso ligneo.
Annesso alla chiesa si trova anche l'oratorio locale, centro d'incontro e sede dell'annuale allestimento del presepio.
Crevada fu elevata a parrocchia il 28 gennaio 1949, ricavandone il territorio da Santa Maria di Feletto e da Susegana.

### Torrente Crevada
Scendendo dai colli di Refrontolo, il torrente Crevada lambisce il territorio della località, tenendo separati i due centri che la compongono: il corso d'acqua tiene a ovest Crevada di Susegana e a est Crevada di San Pietro di Feletto.
Nel 2005 fu costruito un ponte pedonale e ciclistico che, passando sopra il fiume, tiene collegate le due parti di Crevada, unendo i due comuni confinanti.

## Cultura

### Eventi
- Sagra paesana di San Giuseppe